# Arabian Love
Pour plus de détails, voir Fiche technique et Distribution.
Arabian Love est un film américain réalisé par Jerome Storm, sorti en 1922.

## Fiche technique
- Titre : Arabian Love
- Réalisation : Jerome Storm
- Scénario : Jules Furthman
- Photographie : Joseph H. August
- Pays d'origine : États-Unis
- Format : Noir et blanc - 1,33:1 - Film muet
- Genre : drame
- Durée : 50 minutes
- Date de sortie : 1922

## Distribution
- John Gilbert : Norman Stone
- Barbara Bedford : Nadine Fortier
- Barbara La Marr : Themar
- Herschel Mayall : The Sheik
- Bob Kortman : Ahmed Bey
- William Orlamond : Dr Lagorio
- Adolphe Menjou : Captain Fortine (non crédité)